# 故宮 〜至宝が語る中華五千年〜
『故宮 〜至宝が語る中華五千年〜』（こきゅう〜しほうがかたるちゅうかごせんねん〜）は1996年の1月から1997年の3月にかけてNHK総合テレビの「NHKスペシャル」枠で放送された、「故宮文物」を主人公に、5000年の中国文明を語るハイビジョン大型ドキュメンタリーである。プロローグ含め全13回。音楽はS.E.N.S.が担当。

## 放送内容
| 放送回 | タイトル                       | 放送日        | 放送回   | タイトル             | 放送日         |
| ------ | ------------------------------ | ------------- | -------- | -------------------- | -------------- |
|        | プロローグ～皇帝のコレクション | 1996年1月2日  | 第七回   | 大唐の落日～唐・五代 | 1996年10月27日 |
| 第一回 | 神、人と共にあり～先史 殷・周  | 1996年4月14日 | 第八回   | 夢の都 開封～北宋    | 1996年11月24日 |
| 第二回 | 百家争鳴、乱世に競う           | 1996年5月12日 | 第九回   | 美は江南にあり～南宋 | 1996年12月22日 |
| 第三回 | 皇帝、天下を制す～秦・漢       | 1996年6月9日  | 第十回   | 亡国の文人たち～元   | 1997年1月19日  |
| 第四回 | 書聖誕生                       | 1996年7月14日 | 第十一回 | 紫禁城風雲録～明     | 1997年2月16日  |
| 第五回 | 仏の道はるか～五胡十六国・北魏 | 1996年8月25日 | 第十二回 | 最後の王朝〜清       | 1997年3月23日  |
| 第六回 | 長安の春～隋・唐               | 1996年9月29日 |          |                      |                |

## 故宮の至宝
「故宮文物」の中から中国絵画の特徴とされる山水画、中華文明発祥から続く陶磁器、世界に類を見ない中国独自の文化・書という三つの世界をまとめた全３回のシリーズ及び「故宮〜至宝が語る中華五千年〜」では扱わなかった物も含め改めて作り直した全26回のシリーズ。
全3回シリーズ
| 放送回 | タイトル               | 放送日       |
| ------ | ---------------------- | ------------ |
| 第一回 | 憧れの山河～絵画       | 1997年8月4日 |
| 第二回 | 土と炎を究める～陶磁器 | 1997年8月5日 |
| 第三回 | 墨に託す心～ 書        | 1997年8月6日 |

全26回シリーズ
| 放送回   | タイトル               | 放送日         | 放送回     | タイトル       | 放送日        |
| -------- | ---------------------- | -------------- | ---------- | -------------- | ------------- |
| 第一回   | 聖なる玉器             | 1997年10月11日 | 第十四回   | 先人の書に学ぶ | 1998年1月10日 |
| 第二回   | 至高の造形・青銅器     | 1997年10月18日 | 第十五回   | 文房四宝       | 1998年1月17日 |
| 第三回   | 闇のなかの色彩・唐三彩 | 1997年10月25日 | 第十六回   | 仏の祈り       | 1998年1月24日 |
| 第四回   | 銀への憧れ 白磁        | 1997年11月1日  | 第十七回   | 山水画誕生     | 1998年1月31日 |
| 第五回   | 幻の青磁               | 1997年11月8日  | 第十八回   | 山河有情       | 1998年2月28日 |
| 第六回   | 宋磁の世界             | 1997年11月15日 | 第十九回   | 心の内なる風景 | 1998年3月7日  |
| 第七回   | コバルトの輝き 青花    | 1997年11月22日 | 第二十回   | 文人の桃源郷   | 1998年3月14日 |
| 第八回   | 華麗なる五彩           | 1997年11月29日 | 第二十一回 | 宮廷の宴       | 1998年3月21日 |
| 第九回   | 風流天子の遺産         | 1997年12月6日  | 第二十二回 | 花鳥画の世界   | 1998年4月11日 |
| 第十回   | 乾隆帝のコレクション   | 1997年12月13日 | 第二十三回 | 描かれた夢の都 | 1998年4月18日 |
| 第十一回 | 書聖 王羲之            | 1997年12月20日 | 第二十四回 | 西洋の風       | 1998年4月25日 |
| 第十二回 | 百花繚乱の書           | 1997年12月27日 | 第二十五回 | 皇帝の玉手箱   | 1998年5月2日  |
| 第十三回 | 文人士大夫の書         | 1998年1月3日   | 第二十六回 | 壮麗なり紫禁城 | 1998年5月9日  |